# 田庄乡 (安化县)
田庄乡，是中华人民共和国湖南省益阳市安化县下辖的一个乡镇级行政单位。

## 行政区划
田庄乡下辖以下地区：
新联村、田庄村、龙门村、官溪坳村、鹊坪村、茶加村、金竹村、竹坪村、永和村、陇塘村、文溪村、白沙村、尤马村、白竹水村、温溪村、茅园村、桃林村、共富村、田黄村、高马二溪村、湘岩村、金沙村和双文村。